# Oswald Holder-Egger
Oswald Holder-Egger, né le 19 août 1851 à Bischofswerder, arrondissement de Rosenberg-en-Prusse-Occidentale en province de Prusse, et mort le 1er novembre 1911 à Schöneberg près de Berlin est un philologue et paléographe allemand spécialiste du latin médiéval.

## Biographie
Oswald Holder-Egger obtient son doctorat par une thèse consacrée à la Chronique universelle de Sulpice Sévère.
Il collabore de 1875 à 1888 à l'édition des Monumenta Germaniae Historica pour ce qui est de la série Scriptores, et est membre de leur direction centrale de 1888 à 1911 en tant que responsable des départements Scriptores et Epistolae.
En 1896, il est élu membre correspondant de l'Académie des sciences de Göttingen.
De 1902 à 1905, il est président élu, mais non nommé, de la direction centrale des Monumenta Germaniae Historica.
Sa bibliothèque constitue aujourd'hui, avec celle de Ludwig Traube, le noyau de la bibliothèque des MGH.

## Écrits
- (de) Über die Weltchronik des sogenannten Severus Sulpitius und südgallische Annalen des fünften Jahrhunderts. Eine Quellenuntersuchung [« Sur la chronique universelle du pseudo-Sulpice Sévère et les annales sud-galloises du cinquième siècle. Une étude des sources »], Göttingen, 1875.
- (de) « Studien zu thüringischen Geschichtsquellen. II », dans Neues Archiv [« Études sur les sources historiques thuringiennes. II. »], t. 20, p. 622 et suivantes.